# کفر موسی
کفر موسی (به عربی: کفر موسی) یک روستا در سوریه است که در قصیر واقع شده‌است. کفر موسی ۱٬۶۱۰ نفر جمعیت دارد.